# Niphona albosignatipennis
Niphona albosignatipennis es una especie de escarabajo longicornio del género Niphona, tribu Pteropliini, familia Cerambycidae. Fue descrita científicamente por Breuning en 1968.
Se distribuye por la isla de Borneo. Mide 22 milímetros de longitud.